# Cariboo Mountains
Cariboo Mountains je pohoří ve středo-východní části Britské Kolumbie, v Kanadě.
Pohoří je součástí Kolumbijských hor, tvoří jejich severní část.
Nejvyšší horou je Mount Sir Wilfrid Laurier s nadmořskou výškou 3 516 m.
Na území pohoří leží přírodní parky Bowron Lake Provincial Park a Wells Gray Provincial Park. Téměř celé pohoří je zaledněné.

## Geografie

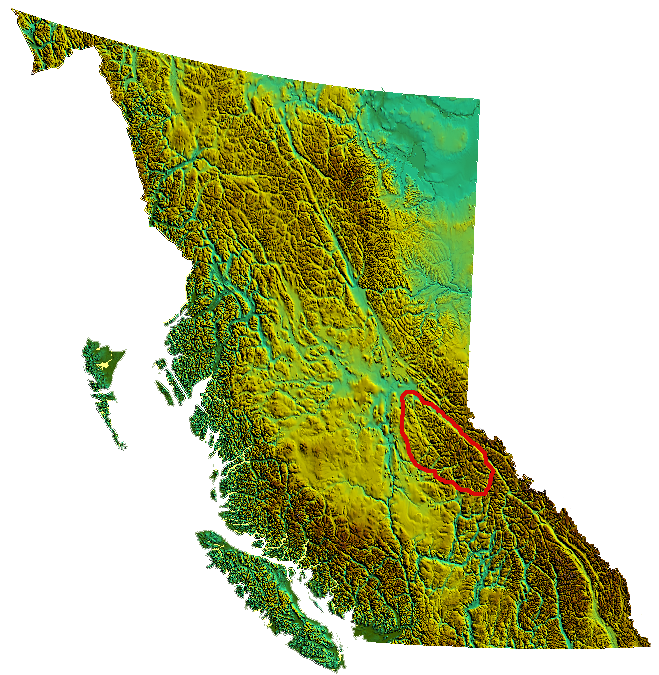
Cariboo Mountains

Horské pásmo se rozkládá ze severozápadu na jihovýchod, má délku 320 km, šířku okolo 90 km a zaujímá plochu 7 700 km2. Západně od Cariboo Mountains leží Fraserova tabule, východně se nachází údolí Rocky Mountain Trench, které odděluje pohoří od Skalnatých hor. Cariboo Mountains leží v ohybu řeky Fraser. Pohoří leží na rozlámaném intruzivním tělese. Zlomy jsou podélné i příčné, v řadě z nich se nachází jezera.